# ГЕС Монтроуз-Крік
ГЕС Montrose Creek — гідроелектростанція на південному заході Канади у провінції Британська Колумбія. Використовує ресурс із Montrose Creek, який впадає ліворуч до Filer Creek, правої притоки річки Тоба, що впадає у фіорд Тоба (за 160 км на північний захід від Ванкувера з'єднується з протоками, які оточують острів Іст-Редонда зі складу архіпелагу Діскавері).
У межах проєкту на Montrose Creek облаштували бетонну водозабірну споруду, яка спрямовує ресурс до прокладеного по правобережжю підземного водоводу довжиною 4,8 км.
Наземний машинний зал обладнали двома турбінами типу Пелтон потужністю по 44 МВт, які при напорі в 466 метрів повинні забезпечувати виробництво 273 млн кВт·год електроенергії на рік.
Відпрацьована вода по каналу довжиною 0,25 км повертається до Montrose Creek за 0,4 км від його устя.
Видача продукції відбувається по ЛЕП, розрахованій на роботу під напругою 230 кВ.
Проєкт, введений в експлуатацію у 2010 році, реалізувала компанія Plutonic Power, згодом перейменована на Alterra Power, а у 2017-му викуплена корпорацією Innergex.